# Aiguamans

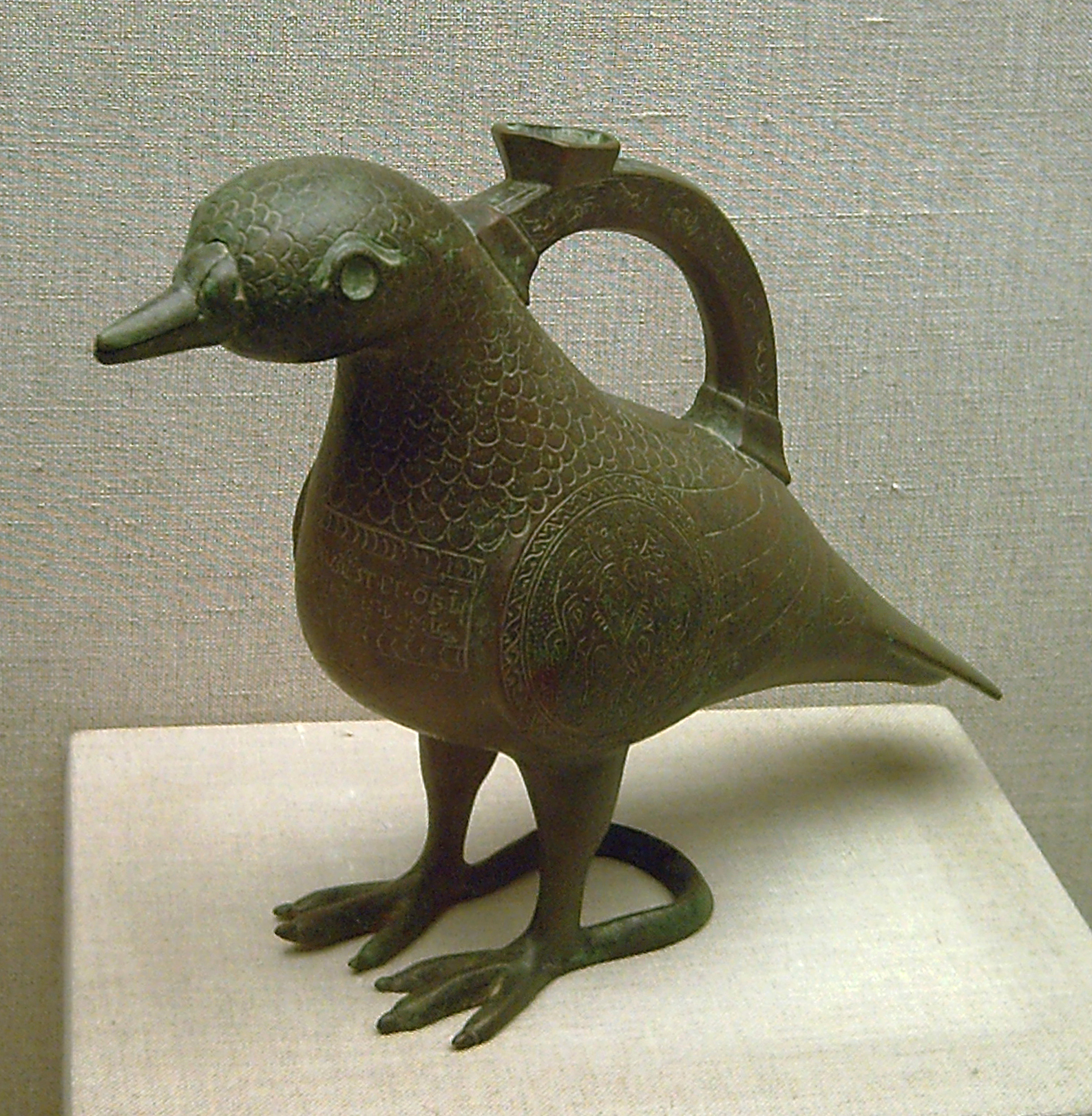

L'aiguamans és un objecte usat en la missa perquè el sacerdot es rente les mans. En realitat es compon de dos objectes: un pitxer amb aigua i una safa on l'aigua és arreplegada. També pot utilitzar-se una safa de major profunditat amb aigua. En ambdós casos, el Lavabo va acompanyat d'un drap per a eixugar-se les mans que es denomina usualment manutergi.
El sacerdot ho usa en dos moments: després de l'ofertori, després d'haver ofert a Déu el pa i el vi a consagrar; i després de la comunió, per a eliminar dels seus dits qualsevol residu d'hòsties. Aquesta darrera aigua, juntament amb la usada per a rentar el calze i el corporal, l'hi llença en terra natural.
En el camp no-eclesiàstic un aiguamans és una bacina, ço és una safata de metall, per a rentar-se les mans.